# مگردیچ مارکوسیان
مگردیچ مارکوسیان (ارمنی: Մկրտիչ Մարկոսյան؛ زادهٔ ۲۳ دسامبر ۱۹۳۸ – ۲ آوریل ۲۰۲۲) پدیدآور، و نویسنده ارمنی‌تبار اهل ترکیه بود.

## زندگی‌نامه
مارکوسیان در ۲۳ دسامبر ۱۹۳۸ در محله دیاربکر به دنیا آمد. تحصیلات ابتدایی را در دبستان سلیمان نظیف و نحصیلات راهنمایی را در مدرسه راهنمایی ضیا گوک آلپ ضیا در دیاربکر به اتمام رساند و تحصیلات دبیرستانی را در مدارس جوامع ارمنی در استانبول ادامه داد. از دانشگاه استانبول فارغ‌التحصیل شده‌است. وی در ۲ آوریل ۲۰۲۲ در سن ۸۳ سالگی درگذشت و در روز ۷ آوریل در گورستان ارامنه شیشلی به خاک سپرده شد.